# Charles Diguet

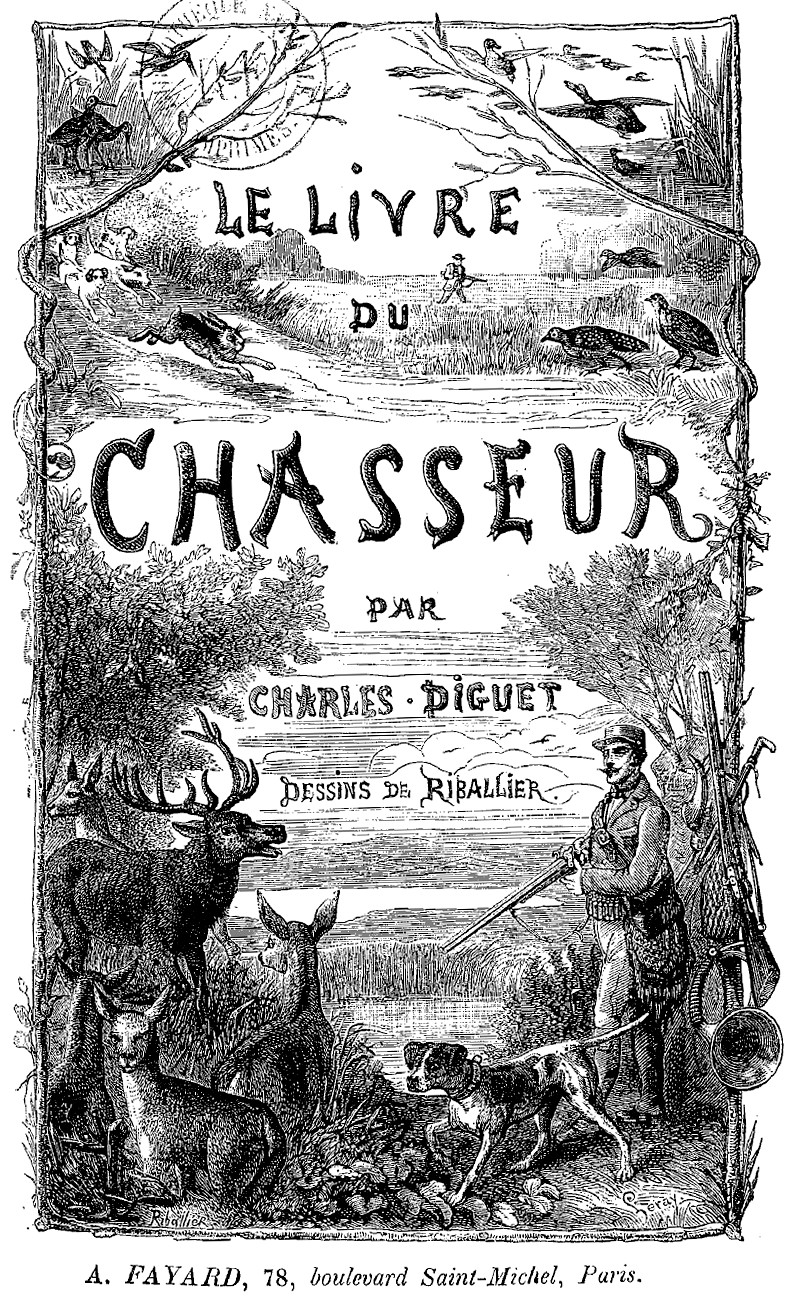
Le Livre du chasseur (1881), illustrations de Henri Riballier-Chouppe.

Charles Diguet, né le 3 juin 1836 au Havre et mort le 6 octobre 1909 à Mantes (Seine-et-Oise), est un romancier français.

## Biographie
Auteur de romans de littérature légère, il reste dans la postérité pour ses nombreux écrits cynégétiques, notamment La Chasse en France (1896) et Le Livre du chasseur (1881) plusieurs fois réédité par la suite. Il a aussi été le secrétaire d'Alexandre Dumas.
L’Académie française lui décerne le prix Monbinne en 1887 et le prix Montyon en 1897 pour Nos amis les bêtes.

## Œuvre
Parmi un ensemble de 77 publications de Charles Diguet numérisées sur le site Gallica :
- Les Amours de la duchesse, Paris, éditeur F.Gournol, 1866. Version numérisée sur le site Gallica[2]
- Blondes et brunes, Paris, éditeur Jouaust, 1866. Version numérisée sur le site Gallica[3]
- Les Jolies Femmes de Paris, Paris, La Librairie Internationale, 1870[4], version numérisée sur le site Gallica[5]
- Le Livre du chasseur, Paris, éditions Fayard, 1881. Version numérisée sur le site Gallica[6]
- Mes Aventures de chasse, Paris, éditeur Jouvet et Cie, 1893. Version numérisée sur le site Gallica[7]